# Hippoglossoides
Hippoglossoides es un género de peces pleuronectiformes de la familia Pleuronectidae.

## Especies
Se reconocen las siguientes especies:
- Hippoglossoides dubius
- Hippoglossoides elassodon
- Hippoglossoides platessoides
- Hippoglossoides robustus